# ジャラモギ・オギンガ・オディンガ
ジャラモギ・オギンガ・オディンガ（Jaramogi Oginga Odinga、1911年 - 1994年1月20日）は、ケニアの政治家。ルオ人。ケニア共和国初代副大統領。独立運動に携わり、独立後は一貫して野党指導者として活動を続けた。ライラ・オディンガ元ケニア首相は息子である。

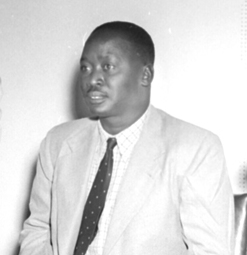
ジャラモギ・オギンガ・オディンガ

オディンガはニャンザ州のボンドに生まれ、1940年にはマケレレ大学を卒業。高校教師となったが、ジョモ・ケニヤッタやトム・ムボヤとともに独立運動に参加し、1960年のケニア・アフリカ民族同盟の結党時には副総裁に就任、1964年の独立時には副大統領となった。
しかし、白人入植者の土地分配政策を巡ってケニヤッタ大統領と対立し、1966年脱党してケニア人民同盟を結党。その後、弾圧を受け、1969年の一党制施行によってケニア人民同盟は非合法化され、オディンガも逮捕された。1982年、ダニエル・アラップ・モイ大統領によって再び逮捕された。
1990年、オディンガは非合法野党として民主主義回復フォーラム（FORD）を結成、反体制運動を続けた。オディンガは同じルオ人であるトム・ムボヤとともにルオ人の人気を二分する存在であり、1969年のムボヤ暗殺後はルオ人の圧倒的支持を受けた。1992年、ケニアに複数政党制が導入されると野党の長老政治家として再び政界に復帰したものの、民主回復フォーラムは、路線対立からオディンガ派の民主主義回復フォーラム・ケニア（FORD・ケニア）党とケネス・マティバ派の民主主義回復フォーラム・アシリ（FORD・アシリ）党とに分裂し、選挙では与党の勝利を許した。それでもFORD・ケニア党は野党第1党となった。

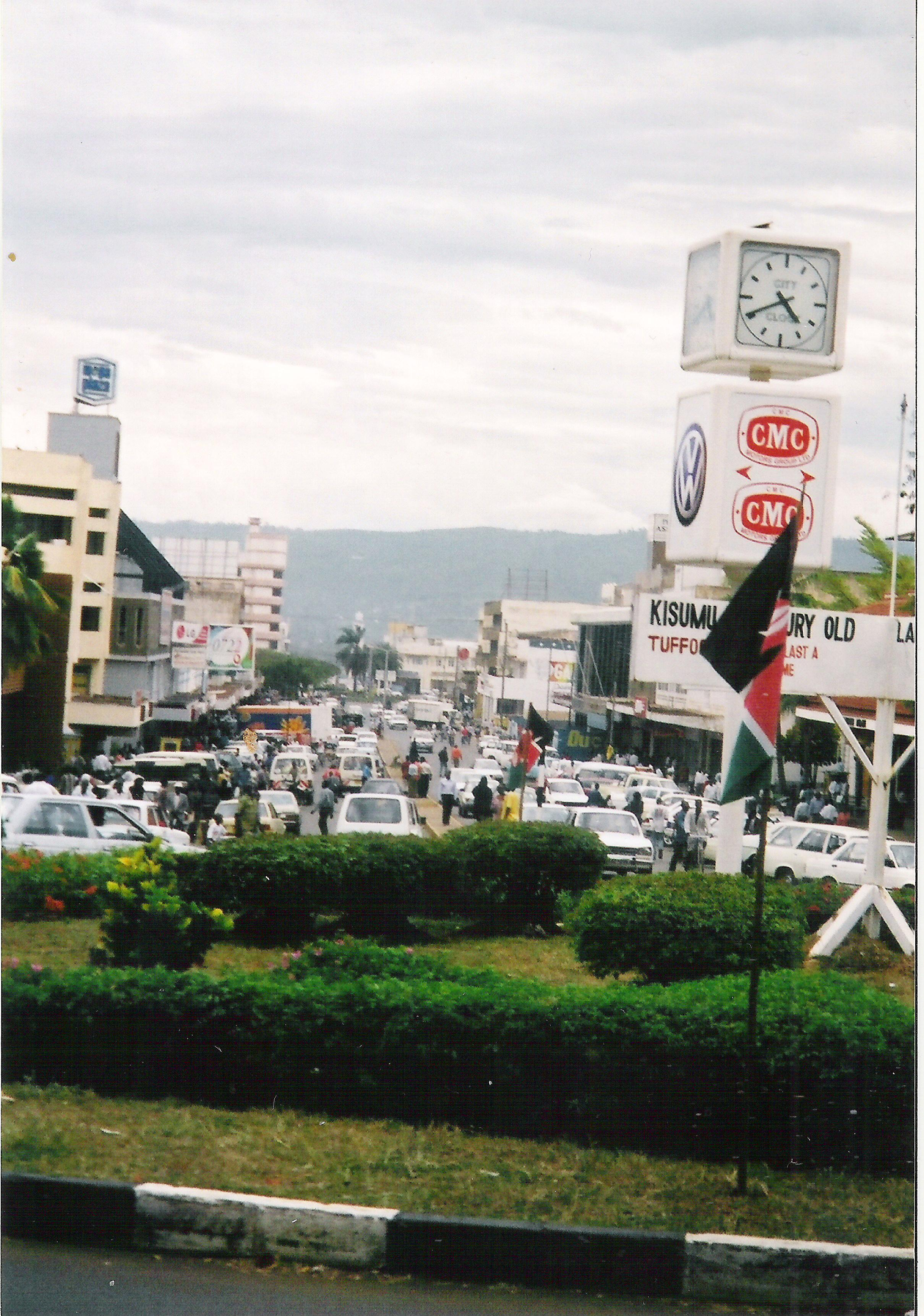
キスムのオギンガ・オディンガ通り。ジャラモギ・オギンガ・オディンガを記念して命名された。

1994年1月20日に死亡した。